# Ensemble Modern
Az Ensemble Modern egy elsősorban modern zenei művekre koncentráló frankfurti illetőségű kamaraegyüttes; 1980-ban alapították.

## Az együttesről
1980-ban fiatal muzsikusok alapították meg az első, kimondottan az új zenére specializálódó profi, német szólistaegyüttest, az Ensemble Modernt. A hagyományostól eltérő módon maguk hozzák meg a művészi és a gazdasági-pénzügyi döntéseket, így az együttesnek nincs állandó karmestere vagy művészeti vezetője. Ehelyett szoros együttműködésben dolgoznak olyan jelentős karmesterekkel és komponistákkal, mint Eötvös Péter, Heinz Holliger, John Adams, Hans Zender, Jonathan Nott, Karlheinz Stockhausen, Steve Reich, Helmut Lachenmann, Wolfgang Rihm, Louis Andriessen és George Benjamin, de játszották vagy lemezre rögzítették olyan zeneszerzők munkáit is, mint Charles Ives, Olivier Messiaen, Kurt Weill, Edgard Varese, Conlon Nancarrow, George Benjamin, Roberto Carnevale, Frank Zappa, Anthony Braxton, Heiner Goebbels és mások.
Az intenzív együttműködés a próbák időszakára is kiterjed, ezáltal biztosítva a művek különlegesen autentikus előadását.
A ma tizenkilenc tagot számláló, frankfurti székhelyű együttes a kortárszene kitűnő tolmácsolásával világszerte új mércéket állított fel. Évente mintegy száz koncertet ad a legismertebb európai városokban. A Konzerthaus Berlin, az Alte Oper Frankfurt, a Wiener Konzerthaus és a Kölner Philharmonie hangversenytermei mellett rendszeres vendége a legismertebb európai fesztiváloknak, turnézott többek között Oroszországban, Japánban, Ausztráliában, valamint Észak- és Dél-Amerikában.
Az Ensemble Modern szokatlan produkciói egyre újabb távlatokat nyitnak a koncertvilágban. Repertoárját a modern klasszikusok, a fiatal komponisták, a jazz és avantgarde alkotóinak művei mellett tánc- és zenész színházi, illetve videoprojektek teszik teljessé.
Az együttes 2003-ban ECHO zenei díjat kapott.

## Diszkográfia
- John Adams 	 – 		 Shaker Loops / Chamber Symphony / Phrygian Gates
- George Antheil 	 – 		 Fighting The Waves
- Ludwig van Beethoven 	 – 		 Symphony No. 5
- George Benjamin 	 – 		 Into the Little Hill
- George Benjamin 	 – 		 Palimpsests / At First Light / Sudden Time / Olicanthus
- George Benjamin 	 – 		 Sudden Time / Three Inventions / Viola, Viola
- Harrison Birtwistle 	 – 		 Theseus Game / Earth Dances
- John Cage 	 – 		 Sixteen Dances for Soloists and Company of 3
- John Cage 	 – 		 The Piano Concerts
- Continental Britons 	 – 		 The Émigré Composers
- Hanne Darboven 	 – 		 Quartett op. 26 / Sextett op. 44
- Hugues Dufourt 	 – 		 Les Hivers
- Hanns Eisler 	 – 		 Roaring Eisler
- Morton Feldman 	 – 		 For Samuel Beckett
- Fred Frith 	 – 		 Traffic continues
- Heiner Goebbels 	 – 		 Eislermaterial
- Heiner Goebbels 	 – 		 La Jalousie / Red Run / Herakles 2 / Befreiung
- Heiner Goebbels 	 – 		 Landschaft mit entfernten Verwandten
- Heiner Goebbels 	 – 		 Schwarz auf Weiß
- Heiner Goebbels 	 – 		 Schwarz auf Weiß / "... même soir. " - (DVD)
- Hans Werner Henze 	 – 		 "Le Miracle de la Rose" / "An eine Äolsharfe"
- Hans Werner Henze 	 – 		 Requiem
- Paul Hindemith 	 – 		 The Chamber Concertos
- Heinz Holliger 	 – 		 Scardanelli- Zyklus
- Charles Ives 	 – 		 A Portrait of Charles Ives
- Charles Ives 	 – 		 Fourth Symphony
- Jens Joneleit 	 – 		 Le tout, le rien
- Mauricio Kagel 	 – 		 Exotica
- Mauricio Kagel 	 – 		 finale / ...den 24.xii.1931
- Mauricio Kagel 	 – 		 variété
- Michael M. Kasper 	 – 		 rounds per minute
- Hermann Kretzschmar 	 – 		 Knotts Klavier und andere Werke 1991-2007
- György Kurtág 	 – 		 Complete Choral Works
- György Kurtág 	 – 		 Song Cycles
- Helmut Lachenmann / Richard Strauss 	 – 		 Ausklang / Eine Alpensinfonie
- Helmut Lachenmann 	 – 		 Concertini / Kontrakadenz
- Helmut Lachenmann 	 – 		 NUN
- Helmut Lachenmann 	 – 		 Schwankungen am Rand
- György Ligeti 	 – 		 Klavierkonzert / Kammerkonzert / Cellokonzert
- Benedict Mason 	 – 		 felt | ebb | thus | brink | here | array | telling
- Nachwuchsforum 	 – 		 Ensemble Modern mit Werken aus dem Nachwuchsforum der Gesellschaft für Neue Musik
- Conlon Nancarrow 	 – 		 Studies
- Luigi Nono 	 – 		 Prometeo - Tragedia dell'ascolto
- Emmanuel Nunes 	 – 		 Quodlibet
- Steve Reich 	 – 		 City Life / New York Counterpoint / Eight Lines / Violine Phase
- Steve Reich 	 – 		 Music for 18 Musicians
- Wolfgang Rihm / Peter Ruzicka 	 – 		 "umsungen" / "...der die Gesänge zerschlug."
- Wolfgang Rihm 	 – 		 Jagden und Formen
- Arnold Schönberg 	 – 		 Pierrot Lunaire / Kammersymphonie Nr. 1, Op.9
- Johannes Schwarz 	 – 		 più
- Mark-Anthony Turnage 	 – 		 Blood on the Floor
- Mark-Anthony Turnage 	 – 		 Blood on the Floor (DVD)
- Kurt Weill 	 – 		 Berlin im Licht
- Kurt Weill / Bertolt Brecht 	 – 		 Die Dreigroschenoper
- Isang Yun 	 – 		 Mugung - Dong / Teile dich Nacht / Oktett / Impression
- Frank Zappa 	 – 	 Everything Is Healing Nicely (Zappa, 1999)
- Frank Zappa 	 – 	 Greggery Peccary & Other Persuasions  (2003)
- Frank Zappa 	 – 	 The Yellow Shark  (Zappa, 1993)
- Hans Zender 	 – 		 Schubert's Winterreise
- Bernd Alois Zimmermann 	 – 		 Antiphonen / Omnia tempus habent / Présence

## Külső hivatkozások
- Ensemble Modern - a hivatalos honlap;